# Província do Norte (Serra Leoa)
Província do Norte (em inglês: Northern) é uma província da Serra Leoa. Sua capital é a cidade de Makeni.

## Distritos
- Bombali
- Kambia
- Koinadugu
- Port Loko
- Tonkolili